# Biskupi i arcybiskupi Limy
Biskupi i arcybiskupi Limy, prymasi Peru – rzymskokatoliccy biskupi archidiecezji Lima w Peru erygowanej 14 maja 1541. 12 lutego 1546 wyniesionej do godności archidiecezji. W 1572 papież Pius V nadał arcybiskupom Limy tytuł Prymasa Peru.

## Arcybiskupi metropolici limscy

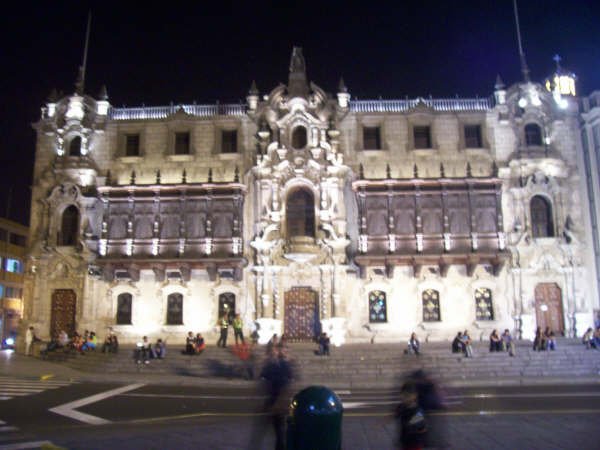
Pałac Prymasowski w Limie

- Jerónimo de Loayza OP (13 maja 1541 – 25 października 1575 zmarł)[1][2]
- Diego Gómez de Lamadrid OSsT (27 marca 1577 – 13 czerwca 1578) mianowany arcybiskupem (ad personam) diecezji Badajoz (Hiszpania)
- św. Turybiusz de Mogrovejo (16 maja 1579 – 23 maja 1606 zmarł)
- Bartolomé Lobo Guerrero (19 listopada 1607 – 12 stycznia 1622 zmarł)
- Gonzalo López de Ocampo (2 października 1623 – 15 października 1627 zmarł)
- Hernando de Arias y Ugarte (1630 – 27 stycznia 1638 zmarł)
- Pedro de Villagómez Vivanco (16 lipca 1640 – 12 maja 1671 zmarł)
- Juan de Almoguera OSsT (6 maja 1674 – 2 marca 1676 zmarł)
- Melchor de Liñán y Cisneros (14 czerwca 1677 – 28 czerwca 1708 zmarł)
- Antonio de Zuloaga (21 maja 1714 – 21 stycznia 1722 zmarł)
- Diego Morcillo Rubio de Auñón de Robledo OSsT (12 maja 1723 – 12 marca 1730 zmarł)
- Juan Francisco Antonio de Escandón CR (13 lutego 1732 – 28 kwietnia 1739 zmarł)
- José Antonio Gutiérrez y Ceballos (11 listopada 1740 – 16 stycznia 1745 zmarł)
- Agustín Rodríguez Delgado (14 czerwca 1746 – 18 grudnia 1746 zmarł)
- Pedro Antonio de Barroeta Angel (18 września 1748 – 19 grudnia 1757) mianowany arcybiskupem Granady
- Diego del Corro (13 marca 1758 – 28 stycznia 1761 zmarł)
- Diego Antonio de Parada (25 stycznia 1762 – 23 kwietnia 1779 zmarł)
- Juan Domingo González de la Reguera (18 września 1780 – 8 marca 1805 zmarł)
- Bartolomé María de las Heras Navarro (31 marca 1806 – 6 września 1823 zmarł)

28 lipca 1821 Peru ogłosiło niepodległość.
- Sede vacante (1823-1834)
- Jorge de Benavente (23 czerwca 1834 – 10 marca 1839 zmarł)
- Francisco de Sales Arrieta (13 lipca 1840 – 4 maja 1843 zmarł)
- Francisco Luna Pizarro (24 kwietnia 1845 – 4 lutego 1855 zmarł)
- José Manuel Pasquel (28 września 1855 – 15 października 1857 zmarł)
- José Sebastian Goyeneche Barreda (26 września 1859 – 19 lutego 1872 zmarł)
- Manuel Teodoro del Valle (29 sierpnia 1872 – 19 listopada 1872 zrezygnował)
- Francisco Orueta y Castrillón (21 marca 1873 – 1886 zmarł)
- Manuel Antonio Bandini (1889 – 1898 zmarł)
- Manuel Tovar y Chamorro (22 sierpnia 1898 – 25 maja 1907 zmarł)
- Pietro Emmanuele García Naranjó (19 grudnia 1907 – 10 września 1917 zmarł)
- Emilio Francisco Lisson Chaves CM (25 lutego 1918 – 3 marca 1931 zrezygnował)
- Pedro Pascuál Francesco Farfán de los Godos (18 września 1933 – 17 września 1945 zmarł)
- kard. Juan Gualberto Guevara (16 grudnia 1945 – 27 listopada 1954 zmarł)
- kard. Juan Landázuri Ricketts OFM (2 maja 1955 – 30 grudnia 1989 przeszedł na emeryturę)
- kard. Augusto Vargas Alzamora SI (30 grudnia 1989 mianowany – 9 stycznia 1999 przeszedł na emeryturę)
- kard. Juan Luis Cipriani Thorne (od 9 stycznia 1999 – 25 stycznia 2019 przeszedł na emeryturę)
- kard.Carlos Castillo Mattasoglio (od 25 stycznia 2019)